# Borgarfelli
Borgarfelli è una montagna alta 543 metri sul mare situata sull'isola di Eysturoy, facente parte dell'arcipelago delle Isole Fær Øer, in Danimarca.